# Геотермальная электростанция Мацукава
Геотермальная электростанция Мацукава — Мацукава дзинэцу хацудэнсё (яп. 松川地熱発電所) — первая в Японии коммерческая геотермальная электростанция. Она расположена в городе Хатимантай, префектура Ивате в регионе Тохоку на севере Японии.
Станция расположена на плато Хатимантай, в горах Оу. После того, как в 1952 году на руднике Мацуо была обнаружена геотермальная активность, там начали использовать естественный пар для выработки электроэнергии. Строительство станции было завершено в 1966 году, с общей стоимостью строительства 2 млрд иен. Станция была построена и эксплуатировалась компанией «Japan Metals & Chemicals Co., Ltd.». После корпоративной реорганизации станция была передана компании «Tohoku Geothermal Energy Company», дочерней компании «Tohoku Electric».
Помимо производства электроэнергии, станция поставляет использованную воду аграриям в теплицы.
В 2016 году геотермальная электростанция Мацукава был сертифицирована Японским обществом инженеров-механиков (JSME) как один из объектов наследия японского машиностроения. Также станция была названа источником вдохновения для альтернативных источников энергии после аварии на АЭС Фукусима-1.
Станция состоит из одного энергоблока мощностью 23,5 МВт.